# Canton d'Ouzom, Gave et Rives du Neez
Le canton d'Ouzom, Gave et Rives du Neez est une circonscription électorale française du département des Pyrénées-Atlantiques.

## Histoire
Un nouveau découpage territorial des Pyrénées-Atlantiques entre en vigueur à l'occasion des élections départementales de 2015. Il est défini par le décret du 25 février 2014, en application des lois du 17 mai 2013 (loi organique 2013-402 et loi 2013-403). Les conseillers départementaux sont, à compter de ces élections, élus au scrutin majoritaire binominal mixte. Les électeurs de chaque canton élisent au Conseil départemental, nouvelle appellation du Conseil général, deux membres de sexe différent, qui se présentent en binôme de candidats. Les conseillers départementaux sont élus pour 6 ans au scrutin binominal majoritaire à deux tours, l'accès au second tour nécessitant 12,5 % des inscrits au 1er tour. En outre la totalité des conseillers départementaux est renouvelée. Ce nouveau mode de scrutin nécessite un redécoupage des cantons dont le nombre est divisé par deux avec arrondi à l'unité impaire supérieure si ce nombre n'est pas entier impair, assorti de conditions de seuils minimaux. Dans les Pyrénées-Atlantiques, le nombre de cantons passe ainsi de 52 à 27.
Le canton d'Ouzom, Gave et Rives du Neez est formé de communes des anciens cantons de Pau-Sud (3 communes), de Nay-Ouest (10 communes), de Jurançon (2 communes) et de Pau-Ouest (3 communes). Il est entièrement inclus dans l'arrondissement de Pau. Le bureau centralisateur est situé à Nay.

## Représentation
| Période élective | Période élective | Mandat | Mandat   | Identité        | Nuance | Nuance | Qualité |
| ---------------- | ---------------- | ------ | -------- | --------------- | ------ | ------ | --- |
| 2015             | 2021             | 2015   | 2021     | Jean Arriubergé |        | DVG    | Retraité Maire de Haut-de-Bosdarros (1995-2020) Ancien conseiller général du Canton de Nay-Ouest (2008-2015) |
| 2015             | 2021             | 2015   | 2021     | Valérie Cambon  |        | DVG    | Chargée de relation d'entreprises insertion (en disponibilité) Ancienne adjointe au maire de Jurançon        |
| 2021             | 2028             | 2021   | en cours | Jean Arriubergé |        | DVG    | Conseiller sortant                                                                                           |
| 2021             | 2028             | 2021   | en cours | Valérie Cambon  |        | DVG    | Conseillère sortante                                                                                         |

### Résultats détaillés

#### Élections de mars 2015
À l'issue du 1er tour des élections départementales de 2015, deux binômes sont en ballottage : Marc Canton et Béatrice Yrondi (Union de la Droite, 25,67 %) et Jean Arriuberge et Valérie Cambon (DVG, 24,36 %). Le taux de participation est de 57,17 % (9 436 votants sur 16 506 inscrits) contre 52,8 % au niveau départemental et 50,17 % au niveau national.
Au second tour, Jean Arriuberge et Valérie Cambon (DVG) sont élus avec 50,3 % des suffrages exprimés et un taux de participation de 58,1 % (4 374 voix pour 9 589 votants et 16 504 inscrits).

#### Élections de juin 2021
Le premier tour des élections départementales de 2021 est marqué par un très faible taux de participation (33,26 % au niveau national). Dans le canton d'Ouzom, Gave et Rives du Neez, ce taux de participation est de 42,67 % (7 346 votants sur 17 217 inscrits) contre 38,82 % au niveau départemental. À l'issue de ce premier tour, deux binômes sont en ballottage : Jean Arriubergé et Valérie Cambon (DVG, 50,87 %) et Marc Canton et Corinne Tisnerat (DVD, 35,59 %).
Le second tour des élections est marqué une nouvelle fois par une abstention massive équivalente au premier tour. Les taux de participation sont de 34,36 % au niveau national, 40,13 % dans le département et 43,55 % dans le canton d'Ouzom, Gave et Rives du Neez. Jean Arriubergé et Valérie Cambon (DVG) sont élus avec 58,68 % des suffrages exprimés (4 098 voix pour 7 501 votants et 17 223 inscrits),,.

## Composition
Le canton d'Ouzom, Gave et Rives du Neez comprend dix-huit communes entières.
| Nom                                   | Code Insee | Intercommunalité      | Superficie (km2) | Population (dernière pop. légale) | Densité (hab./km2) | Modifier                                    |
| ------------------------------------- | ---------- | --------------------- | ---------------- | --------------------------------- | ------------------ | ------------------------------------------- |
| Nay (bureau centralisateur)           | 64417      | CC du Pays de Nay     | 5,27             | 3 203 (2022)                      | 608                | modifier les données · modifier les données |
| Aressy                                | 64041      | CA Pau Béarn Pyrénées | 2,15             | 846 (2022)                        | 393                | modifier les données · modifier les données |
| Arros-de-Nay                          | 64054      | CC du Pays de Nay     | 13,47            | 816 (2022)                        | 61                 | modifier les données · modifier les données |
| Arthez-d'Asson                        | 64058      | CC du Pays de Nay     | 7,32             | 458 (2022)                        | 63                 | modifier les données · modifier les données |
| Assat                                 | 64067      | CC du Pays de Nay     | 9,47             | 2 055 (2022)                      | 217                | modifier les données · modifier les données |
| Asson                                 | 64068      | CC du Pays de Nay     | 83,02            | 1 997 (2022)                      | 24                 | modifier les données · modifier les données |
| Baliros                               | 64091      | CC du Pays de Nay     | 3,64             | 504 (2022)                        | 138                | modifier les données · modifier les données |
| Bosdarros                             | 64139      | CA Pau Béarn Pyrénées | 24,77            | 969 (2022)                        | 39                 | modifier les données · modifier les données |
| Bourdettes                            | 64145      | CC du Pays de Nay     | 2,24             | 506 (2022)                        | 226                | modifier les données · modifier les données |
| Bruges-Capbis-Mifaget                 | 64148      | CC du Pays de Nay     | 16,55            | 850 (2022)                        | 51                 | modifier les données · modifier les données |
| Gan                                   | 64230      | CA Pau Béarn Pyrénées | 39,62            | 5 649 (2022)                      | 143                | modifier les données · modifier les données |
| Haut-de-Bosdarros                     | 64257      | CC du Pays de Nay     | 12,31            | 325 (2022)                        | 26                 | modifier les données · modifier les données |
| Meillon                               | 64376      | CA Pau Béarn Pyrénées | 7,08             | 948 (2022)                        | 134                | modifier les données · modifier les données |
| Narcastet                             | 64413      | CC du Pays de Nay     | 4,56             | 756 (2022)                        | 166                | modifier les données · modifier les données |
| Pardies-Piétat                        | 64444      | CC du Pays de Nay     | 7,47             | 447 (2022)                        | 60                 | modifier les données · modifier les données |
| Rontignon                             | 64467      | CA Pau Béarn Pyrénées | 7,06             | 868 (2022)                        | 123                | modifier les données · modifier les données |
| Saint-Abit                            | 64469      | CC du Pays de Nay     | 4,22             | 300 (2022)                        | 71                 | modifier les données · modifier les données |
| Uzos                                  | 64550      | CA Pau Béarn Pyrénées | 3,52             | 851 (2022)                        | 242                | modifier les données · modifier les données |
| Canton d'Ouzom, Gave et Rives du Neez | 6417       |                       | 253,74           | 22 348 (2022)                     | 88                 | modifier les données                        |

## Démographie
En 2022, le canton comptait 22 348 habitants, en évolution de +2,3 % par rapport à 2016 (Pyrénées-Atlantiques : +3,78 %, France hors Mayotte : +2,11 %).
| 2013   | 2018   | 2022   |
| ------ | ------ | ------ |
| 21 711 | 21 962 | 22 348 |